# M82 X-2

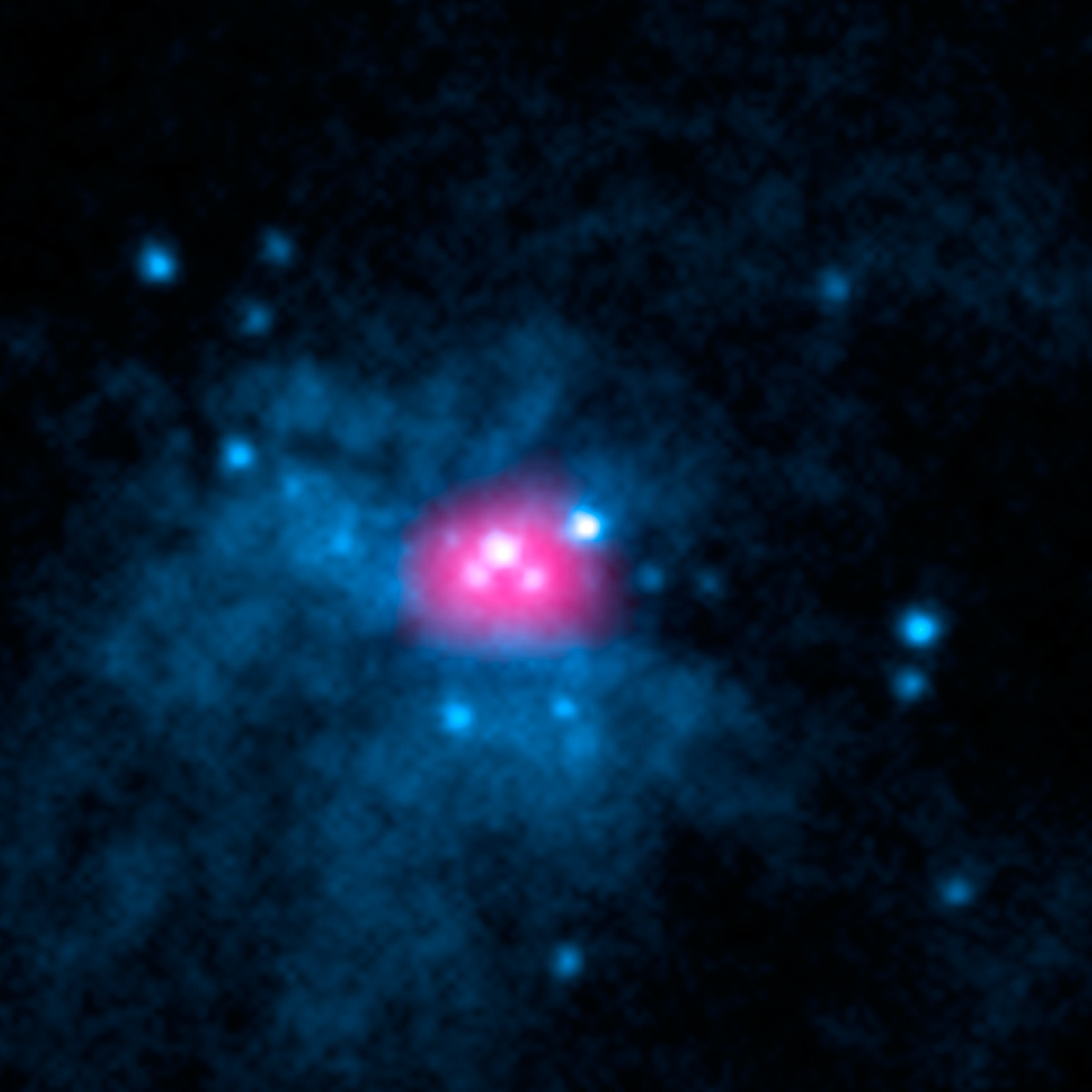
надяскраве джерело рентгенівського випромінення M82 X-2 у Галактиці Сигара.

M82 X-2 - незвичайне надяскраве джерело рентгенівського випромінення ULX — відкритий у 2006 р. у Галактиці Сигара (M82,Мессьє 82,NGC 3034). У 2014 році було встановлено, що це пульсар, а не чорна діра.